# كريس كاراس
كريس كاراس (بالإنجليزية: Chris Karras)‏ هو رسام أمريكي، ولد في 5 يونيو 1924، وتوفي في 4 يناير 2014.